# Santa Maria di Costantinopoli
Crkva Santa Maria di Costantinopoli je rimokatolička crkva iz 16. stoljeća koja se nalazi u istoimenoj ulici u Napulju, južna Italija, i nalazi se blok sjeverno od Akademije likovnih umjetnosti u Napulju.

## Povijest
Njegovo je ime povezano s kultom svete Marije iz Carigrada, slikom ikone djevice koja se izvorno pripisuje svetom Luki, a koja je postala poznata 1527.–1528., tijekom jednog od čestih napada kuge koja je pogađala grad. Tijekom tog vremena jedna starija žena doživjela je ukazanje Djevice koja je molila za izgradnju crkve u kojoj je njezina slika stajala na zidu. Legenda kaže da je otkrivena slika spriječila daljnje izbijanje kuge u Napulju.
Gradnja je započela 1575. godine i nastavljena do završetka u prvim godinama 17. stoljeća pod intervencijom dominikanskog arhitekta Giuseppea Nuvola. Pročelje je dovršeno 1633. godine. Dizajn je općenito konzervativan sa središnjim linearnim brodom i dvije lađe, svaka s pet kapela.
Interijer je štukaturom uredio Domenico Antonio Vaccaro; za svodovanje se koristi pozlaćeno drvo. Ulazi u kapelu imaju izrezbarene nadvratnike Niccolòa Tagliacozzija Canalea (1728.).
Prva kapela s desne strane ima oltarnu sliku Gospe od Čistoće (17. st.); četvrta kapela ima sliku Mučeništva sv. Bartolemeja (oko 1585.) flamanskog slikara Aerta Mytensa. Glavni oltar izradio je Cosimo Fanzago u višebojnom mramoru. Uokviruje fresku Santa Maria di Costantinopoli iz 15. stoljeća; iznad njega je reljef Boga oca, a sa strane su kipovi svetih Roka i Sebastijana.
Lunetu apside ukrasio je Belisario Corenzio freskom Bogorodice i Ivana Krstitelja koji mole Trojstvo da oslobodi Napulj od kuge. U lukovima se nalaze slike proroka i sibile.

## Vanjske poveznice
|  | Zajednički poslužitelj ima još gradiva o temi Santa Maria di Costantinopoli |